# David Graeber
David Rolfe Graeber (Nueva York, 12 de febrero de 1961-Venecia, 2 de septiembre de 2020) fue un antropólogo y anarquista estadounidense. Obtuvo su doctorado por la Universidad de Chicago en 1996. Fue profesor de antropología de diferentes universidades, el Goldsmiths College de la Universidad de Londres, la Universidad de Yale y la London School of Economics. En 2005, cuando ejercía como profesor asociado de antropología en la Universidad de Yale, Yale se negó a renovarle el contrato por su apoyo al sindicato de estudiantes de posgrado de la universidad, algo que causó polémica en el mundo académico. Graeber tuvo una historia de activismo político y social, incluyendo su papel en las protestas contra el Foro Económico Mundial en la ciudad de Nueva York (2002). Fue miembro de la organización sindical Trabajadores Industriales del Mundo y uno de los precursores del movimiento Occupy Wall Street.